# Waipoua Forest

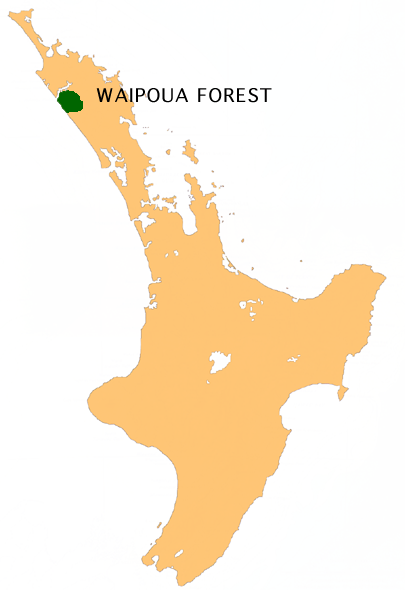
Lage des Waipoua Forest

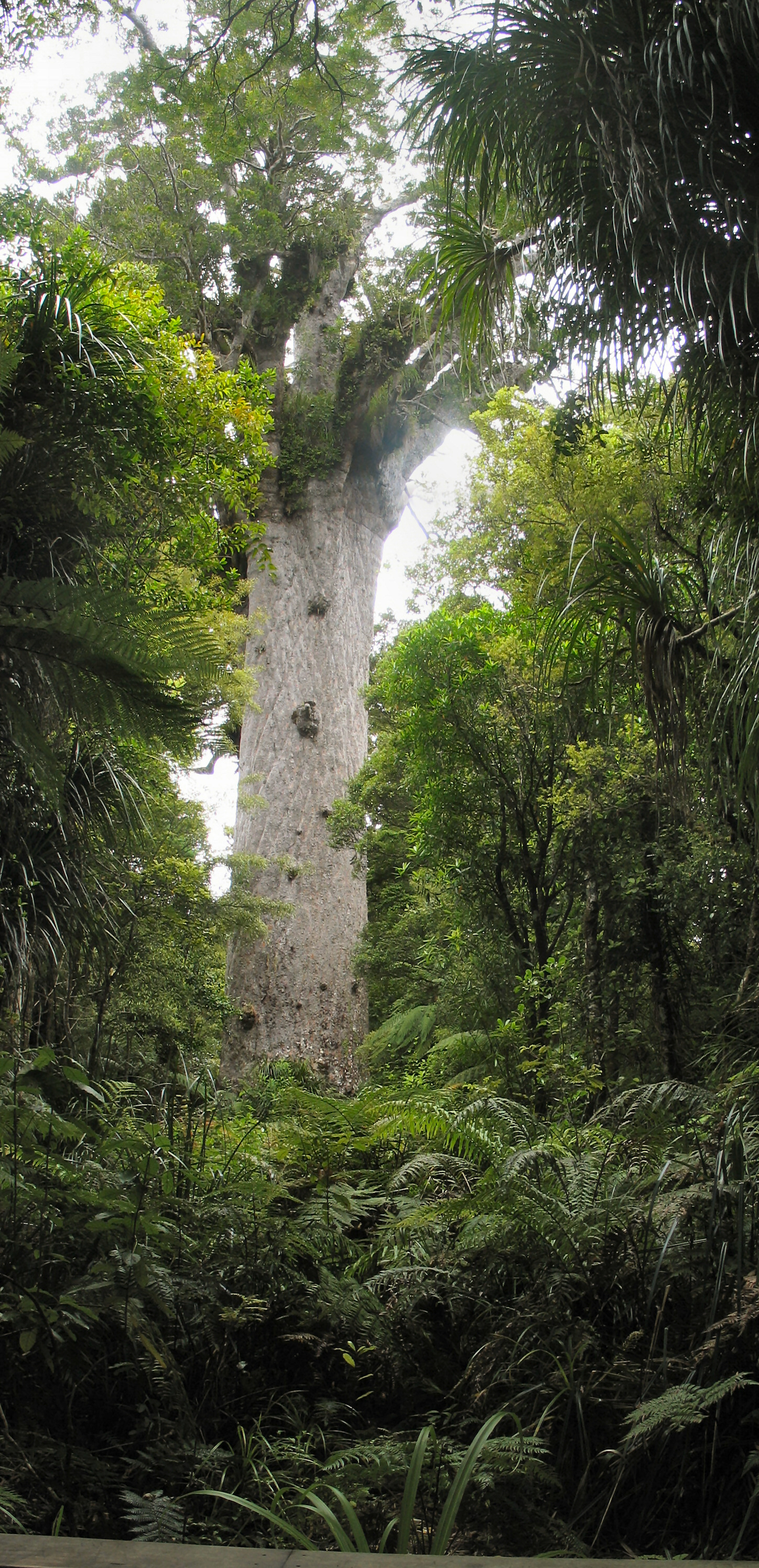
Tāne Mahuta, „Herr des Waldes“, ist der größte noch lebende Kauribaum in Neuseeland

Der Waipoua Forest ist ein Wald in der Region Northland auf  der Nordinsel Neuseelands. In dem 25 km² großen Areal wachsen drei Viertel der erhalten gebliebenen Kauribäume Neuseelands. Besonders bekannt sind zwei der größten lebenden Bäume der Art, Tāne Mahuta und Te Matua Ngahere.
Der Wald steht mit den benachbarten Wäldern Waima Forest und Mataraua Forests in Verbindung.
Das Schutzgebiet hat die größten Bestände des Nordinsel-Streifenkiwi in Northland. Auf dem Hochplateau leben außerdem die gefährdeten Lappenkrähen oder Kokako (Callaeas cinerea).

## Geschichte
Der Wald, damals etwa 80 km², wurde 1876 für wenig mehr als 2000 Pfund von den Maori gekauft.
1885 wurde er mit einer Fläche von 90 km² unter dem State Forests Act als State Forest Reserve unter Schutz gestellt. Einer der Gründe, dass dieser Wald der Abholzung in den frühen Jahren der Besiedelung durch die Europäer entging, war seine entlegene Lage und die Schwierigkeiten, das Holz von dort abzutransportieren.
Im Jahre 1907 war der Waipoua Forest und ein oder zwei kleinere Schutzgebiete der einzige ursprüngliche Kauri-Wald in staatlichem Besitz. Eine Königliche Forstkommission empfahl 1913, 0,8 km² des Waipoua Forest und den gesamten Warawara Forest mit 50 km² als Nationale Kauriwälder für die Neuseeländer zu erhalten.
1926 schlug man eine Straße durch den Waipoua Forest, um benachbarten Siedlern eine Zufahrt zu schaffen.
In den 1940er Jahren wurde bekannt, dass der Staatliche Forstdienst in Waipoua Kauribäume fällte.  1947 übergaben die Whangarei Progressive Society zusammen mit der Royal Forest and Bird Protection Society, der Waipoua Preservation Society und an dem Schutz des Gebietes interessierten Organisationen dem Parlament 50.000 Unterschriften in einer Schubkarre. Ihre Hoffnung war, dass 160 km² bei Waipoua als Totalreservat geschützt werden sollten. Andere Petitionen folgten, so dass schließlich am 2. Juli 1952 ein Gebiet von mehr als 80 km² als Schutzgebiet ausgewiesen wurden.

### Feuer von 2007
Zu Beginn des Jahres 2007 bedrohte ein Waldbrand den Waipoua Forest. Das Feuer brach am 1. Februar aus, nachdem jemand an der nahegelegenen Küste auf offenem Feuer Muscheln gekocht hatte. Das Feuer vernichtete Kiefernpflanzungen in Nachbarschaft des Nationalparkes und zerstörte die Vegetation in  ökologisch wichtigen Feuchtgebieten. Es näherte sich bis auf 3 km an den Tāne Mahuta. Den neuseeländischen Feuerwehrleuten und Freiwilligen des Department of Conservation gelang es, das Feuer mit Wasserabwürfen von Hubschraubern und Feuergassen unter Kontrolle zu bringen. Kiefernwald im Wert von mehreren Millionen Dollar und zahlreiche geschützte Vögel gingen verloren. Darunter waren geschätzt 20 Kiwis. Insgesamt wurden mehr als 2 km² der Vegetation zerstört.